# Gåbdok
Gåbdok är en sjö i Arjeplogs kommun i Lappland och ingår i Skellefteälvens huvudavrinningsområde. Sjön har en area på 1,5 kvadratkilometer och ligger 605,3 meter över havet. Sjön avvattnas av vattendraget Riebnesströmmen.

## Delavrinningsområde
Gåbdok ingår i det delavrinningsområde (738381-156305) som SMHI kallar för Utloppet av Gåbdok. Medelhöjden är 638 meter över havet och ytan är 10,88 kvadratkilometer. Räknas de 29 avrinningsområdena uppströms in blir den ackumulerade arean 481,84 kvadratkilometer. Riebnesströmmen som avvattnar avrinningsområdet har biflödesordning 2, vilket innebär att vattnet flödar genom totalt 2 vattendrag innan det når havet efter 329 kilometer. Avrinningsområdet består mestadels av skog (78 procent). Avrinningsområdet har 1,78 kvadratkilometer vattenytor vilket ger det en sjöprocent på 16,3 procent.